# Adela Cantalapiedra
Adela Cantalapiedra (Arenas de San Pedro, Ávila, 22 de septiembre de 1945) es una presentadora de televisión. Conocida por su trabajo en Televisión Española destaca por su trabajo en sus Servicios Informativos con la presentación del Telediario o de Informe semanal.

## Biografía
Estudió Filosofía y Letras y se inició en el mundo de la comunicación en Radio Peninsular emisora perteneciente al Ente Público RTVE. En Televisión Española debutó a principios de los años 60 en programas infantiles como Antena infantil (1962) o La aventura de la música (1963). Durante toda esa etapa desarrolló también labores como locutora de continuidad. 
Posteriormente, ya en los años 70 y principios de los 80, se convertiría en un rostro habitual de los informativos pasando por Telediario (1974-1980), Informe semanal (1980-1981) o Parlamento (1982).
Entre 1981 y 1982 presentó, junto a Santiago Vázquez el divulgativo de gran éxito Un mundo para ellos. En 1986 pasaría de nuevo a informativos con Nuestra semana.
Posteriormente se la pudo ver al frente del programa sobre ecología En verde (2003), también de la cadena pública.